# 席爾瓦普拉納

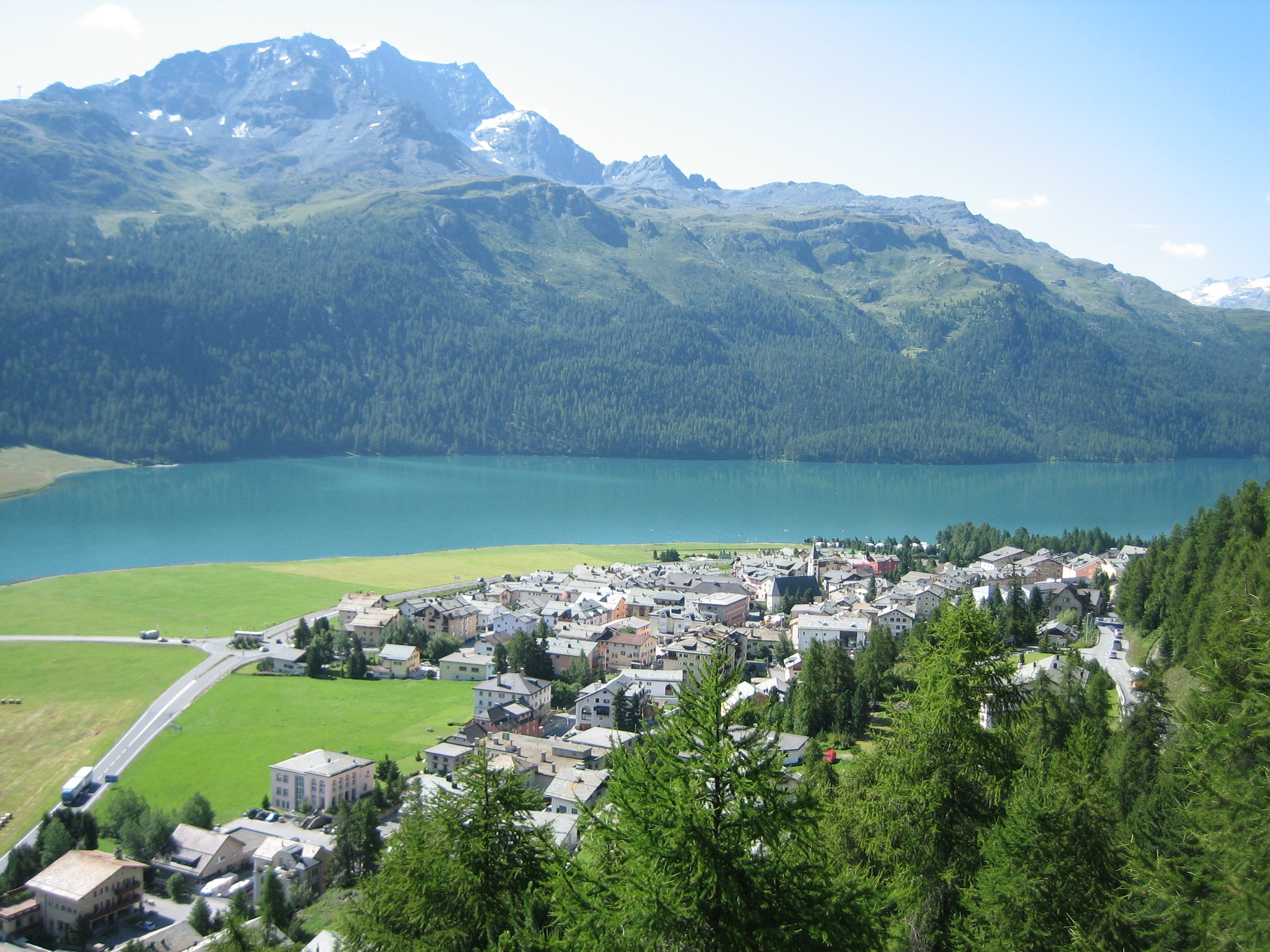

席爾瓦普拉納是瑞士的城鎮，位於該國東部，由格勞賓登州負責管轄，面積44.75平方公里，海拔高度1,815米，2011年人口1,006，人口密度每平方公里23人。